# Coenosia rubrina
Coenosia rubrina är en tvåvingeart som beskrevs av Huckett 1934. Coenosia rubrina ingår i släktet Coenosia och familjen husflugor.
Artens utbredningsområde är Kalifornien. Inga underarter finns listade i Catalogue of Life.